# Table des caractères Unicode/U1100
Cette page contient des caractères spéciaux ou non latins. S’ils s’affichent mal (▯, ?, etc.), consultez la page d’aide Unicode.
Table des caractères Unicode U+1100 à U+11FF.

## Hangûl (ou hangeul) – jamos(Unicode 1.1 à 5.2)
Utilisés pour l’écriture avec l’alphabet hangûl du coréen.
Ce sous-ensemble contient l’alphabet de base simple et les consonnes doubles du coréen moderne, ainsi que des voyelles doubles et consonnes doubles ou triples historiques. Les consonnes, bien que d’apparence identique, sont codées ici différemment en tant qu’initiale ou finales d’une syllabe.
Ces caractères ne sont normalement pas composés isolément, mais forment des syllabes avec une consonne initiale (éventuellement composée parmi celles ci-dessous), une voyelle médiale (éventuellement double), et optionnellement une ou plusieurs consonnes finales. Ces syllabes sont assemblées dans un même carré, avec la (ou les) consonne(s) initiale(s) toujours en haut et à gauche, la voyelle (simple ou composée) en haut à droite, et les éventuelles consonnes finales toujours empilées dessous. Isolément, les consonnes initiales (appelées tch’ôsong), les voyelles (appelées djoungsong) et les consonnes finales (appelées djôngsong) forment un alphabet simple dont chaque lettre est appelée un jamo.
En coréen moderne, les syllabes sont composées avec une seule consonne initiale parmi 19 (entre U+1100 et U+1112), suivie d'une seule voyelle simple parmi 20 (entre U+1161 et U+1175) et éventuellement d'une seule consonne finale parmi 27 (entre U+11A8 et U+11C2). Dans ce cas, il est possible de les composer en un seul caractère Unicode représentant la syllabe équivalente (les syllabes précomposées sont encodées dans un autre bloc). On peut également noter qu'il existe un peu plus de consonnes finales que de consonnes initiales, mais que leur forme est identique (la différence est sur leur placement dans le carré de composition syllabique, qui indique explicitement comment séparer les syllabes: il n'y donc aucun caractère séparateur de syllabes, par exemple pour les césures de mots multi-syllabiques  qui ne peuvent se produire qu'entre une consonne finale ou une voyelle et la première consonne initiale de la syllabe suivante ; ce système de codage hangûl moderne doit distinguer les deux types de consonnes du fait de leur placement différent dans la syllabe, bien qu'elles soient de forme et de nom identiques entre ces deux types).
Contrairement au coréen ancien, il n'est pas possible en coréen moderne de composer en un seul caractère Unicode une syllabe comprenant plusieurs consonnes initiales, ou bien plusieurs voyelles, ou encore plusieurs consonnes finales. On ne peut composer en un seul caractère Unicode que la dernière consonne initiale avec la première voyelle et éventuellement la première consonne finale s'il n'y a pas plus d'une voyelle, les autres lettres devant alors être encodées avec des jamos simples (cela ne bloque pas la composition de telles syllabes en un seul carré, mais cela nécessite un moteur de rendu plus avancé et des polices comportant des ajustements fins des métriques de chaque jamo composant, sinon leur rendu sera linéaire et non dans un seul carré). D'autres jamos dits archaïques complétaient les consonnes initiales, les voyelles et les consonnes finales : ces jamos formant un même carré syllabique ne peuvent pas se composer avec les autres jamos en un seul caractère représentant la syllabe entière.
Les caractères U+115F et U+1160 sont des contrôles de format, utilisés pour distinguer les consonnes initiales dans la séparation et la présentation des syllabes. Ils sont indispensables pour la compatibilité avec certains encodages anciens du hangûl pour séparer les syllabes, notamment quand les consonnes initiales et finales sont codées par les mêmes jamos, ou quand une syllabe n'a pas de consonne initiale, ou quand une syllabe est formée sans voyelle médiane ou finale.

### Table des caractères
| en fr  | 0   | 1  | 2  | 3  | 4  | 5  | 6  | 7  | 8  | 9  | A  | B  | C  | D  | E  | F   |
| ------ | --- | -- | -- | -- | -- | -- | -- | -- | -- | -- | -- | -- | -- | -- | -- | --- |
| U+1100 | ᄀ  | ᄁ | ᄂ | ᄃ | ᄄ | ᄅ | ᄆ | ᄇ | ᄈ | ᄉ | ᄊ | ᄋ | ᄌ | ᄍ | ᄎ | ᄏ  |
| U+1110 | ᄐ  | ᄑ | ᄒ | ᄓ | ᄔ | ᄕ | ᄖ | ᄗ | ᄘ | ᄙ | ᄚ | ᄛ | ᄜ | ᄝ | ᄞ | ᄟ  |
| U+1120 | ᄠ  | ᄡ | ᄢ | ᄣ | ᄤ | ᄥ | ᄦ | ᄧ | ᄨ | ᄩ | ᄪ | ᄫ | ᄬ | ᄭ | ᄮ | ᄯ  |
| U+1130 | ᄰ  | ᄱ | ᄲ | ᄳ | ᄴ | ᄵ | ᄶ | ᄷ | ᄸ | ᄹ | ᄺ | ᄻ | ᄼ | ᄽ | ᄾ | ᄿ  |
| U+1140 | ᅀ  | ᅁ | ᅂ | ᅃ | ᅄ | ᅅ | ᅆ | ᅇ | ᅈ | ᅉ | ᅊ | ᅋ | ᅌ | ᅍ | ᅎ | ᅏ  |
| U+1150 | ᅐ  | ᅑ | ᅒ | ᅓ | ᅔ | ᅕ | ᅖ | ᅗ | ᅘ | ᅙ | ᅚ | ᅛ | ᅜ | ᅝ | ᅞ | HCF |
| U+1160 | HJF | ᅡ   | ᅢ   | ᅣ   | ᅤ   | ᅥ   | ᅦ   | ᅧ   | ᅨ   | ᅩ   | ᅪ   | ᅫ   | ᅬ   | ᅭ   | ᅮ   | ᅯ    |
| U+1170 | ᅰ    | ᅱ   | ᅲ   | ᅳ   | ᅴ   | ᅵ   | ᅶ   | ᅷ   | ᅸ   | ᅹ   | ᅺ   | ᅻ   | ᅼ   | ᅽ   | ᅾ   | ᅿ    |
| U+1180 | ᆀ    | ᆁ   | ᆂ   | ᆃ   | ᆄ   | ᆅ   | ᆆ   | ᆇ   | ᆈ   | ᆉ   | ᆊ   | ᆋ   | ᆌ   | ᆍ   | ᆎ   | ᆏ    |
| U+1190 | ᆐ    | ᆑ   | ᆒ   | ᆓ   | ᆔ   | ᆕ   | ᆖ   | ᆗ   | ᆘ   | ᆙ   | ᆚ   | ᆛ   | ᆜ   | ᆝ   | ᆞ   | ᆟ    |
| U+11A0 | ᆠ    | ᆡ   | ᆢ   | ᆣ   | ᆤ   | ᆥ   | ᆦ   | ᆧ   | ᆨ   | ᆩ   | ᆪ   | ᆫ   | ᆬ   | ᆭ   | ᆮ   | ᆯ    |
| U+11B0 | ᆰ    | ᆱ   | ᆲ   | ᆳ   | ᆴ   | ᆵ   | ᆶ   | ᆷ   | ᆸ   | ᆹ   | ᆺ   | ᆻ   | ᆼ   | ᆽ   | ᆾ   | ᆿ    |
| U+11C0 | ᇀ    | ᇁ   | ᇂ   | ᇃ   | ᇄ   | ᇅ   | ᇆ   | ᇇ   | ᇈ   | ᇉ   | ᇊ   | ᇋ   | ᇌ   | ᇍ   | ᇎ   | ᇏ    |
| U+11D0 | ᇐ    | ᇑ   | ᇒ   | ᇓ   | ᇔ   | ᇕ   | ᇖ   | ᇗ   | ᇘ   | ᇙ   | ᇚ   | ᇛ   | ᇜ   | ᇝ   | ᇞ   | ᇟ    |
| U+11E0 | ᇠ    | ᇡ   | ᇢ   | ᇣ   | ᇤ   | ᇥ   | ᇦ   | ᇧ   | ᇨ   | ᇩ   | ᇪ   | ᇫ   | ᇬ   | ᇭ   | ᇮ   | ᇯ    |
| U+11F0 | ᇰ    | ᇱ   | ᇲ   | ᇳ   | ᇴ   | ᇵ   | ᇶ   | ᇷ   | ᇸ   | ᇹ   | ᇺ   | ᇻ   | ᇼ   | ᇽ   | ᇾ   | ᇿ    |

### Historique

#### Version initiale 1.1
| v · d · m | 0   | 1  | 2  | 3  | 4  | 5  | 6  | 7  | 8  | 9  | A  | B  | C  | D  | E  | F   |
| --------- | --- | -- | -- | -- | -- | -- | -- | -- | -- | -- | -- | -- | -- | -- | -- | --- |
| U+1100    | ᄀ  | ᄁ | ᄂ | ᄃ | ᄄ | ᄅ | ᄆ | ᄇ | ᄈ | ᄉ | ᄊ | ᄋ | ᄌ | ᄍ | ᄎ | ᄏ  |
| U+1110    | ᄐ  | ᄑ | ᄒ | ᄓ | ᄔ | ᄕ | ᄖ | ᄗ | ᄘ | ᄙ | ᄚ | ᄛ | ᄜ | ᄝ | ᄞ | ᄟ  |
| U+1120    | ᄠ  | ᄡ | ᄢ | ᄣ | ᄤ | ᄥ | ᄦ | ᄧ | ᄨ | ᄩ | ᄪ | ᄫ | ᄬ | ᄭ | ᄮ | ᄯ  |
| U+1130    | ᄰ  | ᄱ | ᄲ | ᄳ | ᄴ | ᄵ | ᄶ | ᄷ | ᄸ | ᄹ | ᄺ | ᄻ | ᄼ | ᄽ | ᄾ | ᄿ  |
| U+1140    | ᅀ  | ᅁ | ᅂ | ᅃ | ᅄ | ᅅ | ᅆ | ᅇ | ᅈ | ᅉ | ᅊ | ᅋ | ᅌ | ᅍ | ᅎ | ᅏ  |
| U+1150    | ᅐ  | ᅑ | ᅒ | ᅓ | ᅔ | ᅕ | ᅖ | ᅗ | ᅘ | ᅙ |    |    |    |    |    | HCF |
| U+1160    | HJF | ᅡ   | ᅢ   | ᅣ   | ᅤ   | ᅥ   | ᅦ   | ᅧ   | ᅨ   | ᅩ   | ᅪ   | ᅫ   | ᅬ   | ᅭ   | ᅮ   | ᅯ    |
| U+1170    | ᅰ    | ᅱ   | ᅲ   | ᅳ   | ᅴ   | ᅵ   | ᅶ   | ᅷ   | ᅸ   | ᅹ   | ᅺ   | ᅻ   | ᅼ   | ᅽ   | ᅾ   | ᅿ    |
| U+1180    | ᆀ    | ᆁ   | ᆂ   | ᆃ   | ᆄ   | ᆅ   | ᆆ   | ᆇ   | ᆈ   | ᆉ   | ᆊ   | ᆋ   | ᆌ   | ᆍ   | ᆎ   | ᆏ    |
| U+1190    | ᆐ    | ᆑ   | ᆒ   | ᆓ   | ᆔ   | ᆕ   | ᆖ   | ᆗ   | ᆘ   | ᆙ   | ᆚ   | ᆛ   | ᆜ   | ᆝ   | ᆞ   | ᆟ    |
| U+11A0    | ᆠ    | ᆡ   | ᆢ   |    |    |    |    |    | ᆨ   | ᆩ   | ᆪ   | ᆫ   | ᆬ   | ᆭ   | ᆮ   | ᆯ    |
| U+11B0    | ᆰ    | ᆱ   | ᆲ   | ᆳ   | ᆴ   | ᆵ   | ᆶ   | ᆷ   | ᆸ   | ᆹ   | ᆺ   | ᆻ   | ᆼ   | ᆽ   | ᆾ   | ᆿ    |
| U+11C0    | ᇀ    | ᇁ   | ᇂ   | ᇃ   | ᇄ   | ᇅ   | ᇆ   | ᇇ   | ᇈ   | ᇉ   | ᇊ   | ᇋ   | ᇌ   | ᇍ   | ᇎ   | ᇏ    |
| U+11D0    | ᇐ    | ᇑ   | ᇒ   | ᇓ   | ᇔ   | ᇕ   | ᇖ   | ᇗ   | ᇘ   | ᇙ   | ᇚ   | ᇛ   | ᇜ   | ᇝ   | ᇞ   | ᇟ    |
| U+11E0    | ᇠ    | ᇡ   | ᇢ   | ᇣ   | ᇤ   | ᇥ   | ᇦ   | ᇧ   | ᇨ   | ᇩ   | ᇪ   | ᇫ   | ᇬ   | ᇭ   | ᇮ   | ᇯ    |
| U+11F0    | ᇰ    | ᇱ   | ᇲ   | ᇳ   | ᇴ   | ᇵ   | ᇶ   | ᇷ   | ᇸ   | ᇹ   |    |    |    |    |    |     |

#### Compléments Unicode 5.2
| v · d · m | 0 | 1 | 2 | 3 | 4 | 5 | 6 | 7 | 8 | 9 | A  | B  | C  | D  | E  | F |
| --------- | - | - | - | - | - | - | - | - | - | - | -- | -- | -- | -- | -- | - |
| U+1150    |   |   |   |   |   |   |   |   |   |   | ᅚ | ᅛ | ᅜ | ᅝ | ᅞ |   |
| U+11A0    |   |   |   | ᆣ  | ᆤ  | ᆥ  | ᆦ  | ᆧ  |   |   |    |    |    |    |    |   |
| U+11F0    |   |   |   |   |   |   |   |   |   |   | ᇺ   | ᇻ   | ᇼ   | ᇽ   | ᇾ   | ᇿ  |